# Leptogaster palawanensis
Leptogaster palawanensis là một loài ruồi trong họ Asilidae. Leptogaster palawanensis được Oldroyd miêu tả năm 1972. Loài này phân bố ở miền Ấn Độ - Mã Lai.